# 777
777 је била проста година.

## Догађаји
- Википедија:Непознат датум — Владавина династије Абасида у Багдаду.

- Саксонски ратови: Краљ Карло Велики проводи Ускрс у Најмегену и води велику франачку војску у Падерборн, где је сазвана генерална скупштина каролиншких и саксонских вођа. Саксонске земље су интегрисане у Франачко краљевство и подељене на мисионарске жупе. Војвода Видукинд и његови следбеници беже код данског краља Сигфреда, тражећи уточиште и подршку.
- Абасидско-каролиншки савез: Карло Велики добија захтев за подршку од проабасидских владара у источном Тхугхур, или војној пограничној зони Емирата Кордоба. Неколико моћних званичника и племића у североисточној Иберији, као што су гувернери Барселоне и Сарагосе, покушавају да устану против емира Омејада Абдурахмана I.
- Абд ал-Рахман ибн Рустам је признат као имам Ибадија, у Магребу (западна Северна Африка).
- Баварски војвода Тасило III оснива опатију Кремсминстер (модерна Аустрија).